# Brodzięcin
Brodzięcin es un pueblo de Polonia, en Mazovia.  Se encuentra en el distrito (Gmina) de Ojrzeń, perteneciente al condado (Powiat) de Ciechanów. Se encuentra aproximadamente a 4 km al sureste de Ojrzeń, 14 km al sur de Ciechanów, y a 66 km  al noroeste de Varsovia.
Entre 1975 y 1998 perteneció al voivodato de Ciechanów.